# Taphrophila cornu-capreoli
Taphrophila cornu-capreoli är en svampart som beskrevs av Scheuer 1988. Taphrophila cornu-capreoli ingår i släktet Taphrophila och familjen Tubeufiaceae.   Inga underarter finns listade i Catalogue of Life.